# Convencionalisme
El convencionalisme és l'actitud que implica considerar que certs usos i costums, principis, valors o normes que regeixen el comportament social o fins i tot personal, estan basats en acords implícits o explícits de la societat més que en la realitat externa. Com a concepte s'aplica a molt diferents camps de coneixement, des de les regles de la gramàtica fins a la lògica, l'ètica, el dret, la ciència, etc. El convencionalisme és un corrent de filosofia del llenguatge que defensa l'arbitrarietat de les paraules. En termes lingüístics, defensa la independència del significant del significat i la seva arbitrarietat. La lingüística moderna és, des de Ferdinand de Saussure, convencionalista. En propietat, es parla de convencionals per a referir-se als gramàtics grecs que defensaven que les llengües s'han originat com una simple convenció entre els homes, oposant-se als naturalistes. Sostenen que no hi ha vincle necessari entre la paraula, el pensament i el món.